# تاريخ الهندوراس (1838 – 1932)

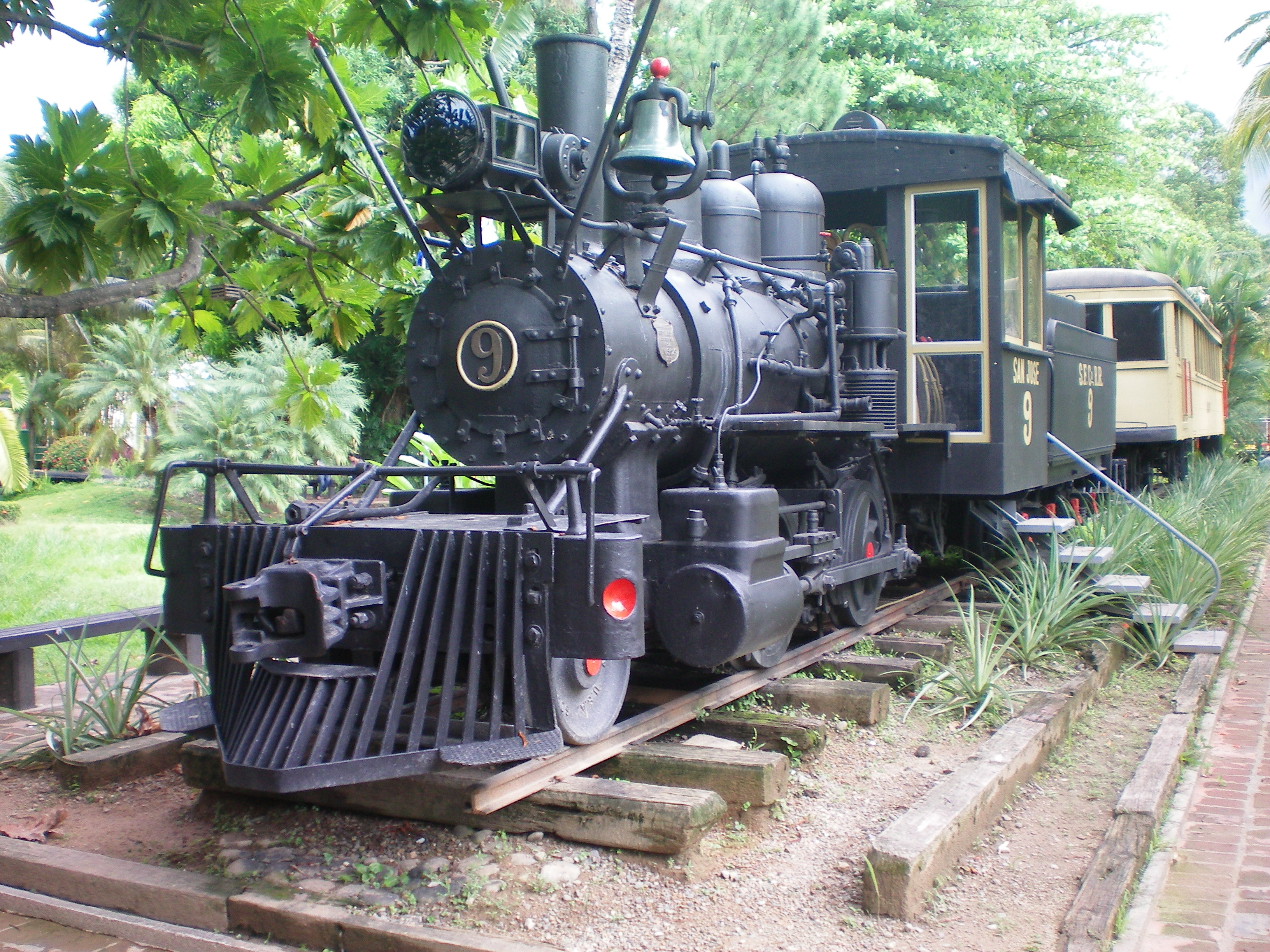

الهندوراس هي جمهورية واقعة في أمريكا الوسطى. كانت معروفة في أوقات سابقة باسم الهندوراس الإسبانية لتفريقها عن الهندوراس البريطانية، والتي أصبحت معروفة اليوم باسم دولة بليز.
كانت الهندوراس وطنًا للعديد من الحضارات المحلية الهامة أهمها حضارة المايا. كانت غالبية مساحة البلاد واقعة تحت سيطرة إسبانيا التي قدمت لغتها التي أصبحت سائدة اليوم بالإضافة إلى الكثير من التقاليد الإسبانية في القرن السادس عشر. حصلت البلاد على الاستقلال في عام 1821 وأصبحت جمهورية مستقلة منذ نهاية الحكم الإسباني.

## تطور الدولة المستقلة (1838 – 1899)
بالنسبة إلى الهندوراس، كانت المرحلة الفدرالية مرحلة كارثية. أدت الخلافات المحلية والنزاعات الأيديولوجية إلى خلق فوضى سياسية واضطراب الاقتصاد. استغل البريطانيون الحالة الفوضوية من أجل إعادة السيطرة على جزر الخليج. نتيجة ذلك، لم تتردد الهندوراس في الانفصال رسميًا عن الاتحاد الفدرالي سرعان ما سنحت الفرصة لذلك. أعلنت البلاد الاستقلال من الاتحاد الفدرالي لأمريكا الوسطى في الخامس عشر من نوفمبر عام 1838، وفي يناير 1839 تبنت البلاد دستورًا مستقلًا بشكل رسمي.
في ذلك الوقت كان فرانسيسكو مورازان يحكم السلفادور فقط، وفي عام 1839 هوجمت قواته هناك من قبل جيش هندوراسي بقيادة الجنرال فرانسيسكو فيريرا. تلقى فيريرا هزيمة لكنه عاد ليهاجم مرة أخرى في الصيف، متكبدًا خسارة أخرى في الهجوم الثاني. في العام التالي، أطيح بمورازان نفسه، وبعد ذلك بسنتين قُتل في كوستا ريكا خلال محاولة بائسة أخيرة لإعادة المقاطعات المتحدة لأمريكا الوسطى.
بالنسبة للهندوراس، لم تكن العقود الأولى للاستقلال مسالمة أو مزدهرة. جذب الاضطراب السياسي للبلاد مطامع الأفراد والدول داخل وخارج أمريكا الوسطى، حتى أن الطبيعة الجغرافية لعبت دورًا في مصاعبها. الهندوراس هي الوحيدة من بين جمهوريات أمريكا الوسطى التي اشتركت بحدود مع 3 دول منافسة محتملة على الهيمنة الإقليمية هي غواتيمالا والسلفادور ونيكاراغوا.
تزايد التصعيد بسبب الانقسام السياسي في المنطقة بين الليبراليين والمحافظين. رأى كل نظام حاكم -إن كان ليبراليًا أو محافظًا- أي حكومة متبعة للأيديولوجية المعادية على حدوده كتهديد محتمل. بالإضافة إلى ذلك، كان الرموز السياسيون المعارضون يميلون إلى الاجتماع في الدول التي اشتركوا مع حكوماتها بالتوجه السياسي وإلى استخدام هذه الدول كقواعد انطلاق لمخططاتهم الهادفة إلى إسقاط تلك الحكومات. خلال الفترة الباقية من القرن، تدخلت الدول المجاورة للهندوراس بشكل مستمر في سياساتها الداخلية.
بعد فترة الرئاسة المؤقتة المحدودة بخمسة عشر شهرًا للرئيس فرانسيسكو زيلايا إي آيس (1839 – 1840)، أصبح الجنرال المحافظ فيريرا أول رئيس منتخب للهندوراس المستقلة. تبعت فترة حكم فيريرا المكونة من عامين (1841 – 1842) فترة مكونة من خمس سنوات عمل فيها فيريرا بالتناوب على تسمية نفسه كرئيس أو السماح للمجلس النيابي بتسمية رئيسًا مؤقتًا بينما حافظ على سيطرته على البلاد من خلال شغل منصب معروف في ذلك الوقت باسم وزير الحرب. كان آخر النشاطات العسكرية المشهورة لفيريرا هو محاولته الفاشلة عزل القائد الليبرالي مورازان كرئيس للسلفادور. في عام 1847 سمح فيريرا لزميله في الحزب المحافظ خوان ليندو باستلام منصب الرئاسة. في فترة رئاسة ليندو، تبنت البلاد دستورًا جديدًا عام 1848، واتُخذت بعض الجهود من أجل دعم التعليم، لكن أي جهود مبذولة في سبيل إحداث إصلاحات حقيقية قوبلت بالفشل نتيجة الاضطراب السياسي المستمر.
خلال فترة رئاسة ليندو (1847 - 1852)، بدأ البريطانيون بالضغط على الهندوراس من أجل دفع الديون وبعض الادعاءات الأخرى. وفي عام 1849 احتلت قوة بحرية بريطانية مرفأ تروخيو لفترة وجيزة، مدمرة الممتلكات ومبتزة الحكومة المحلية للحصول على 1200 بيزو. في العام التالي، تمرد نائب الرئيس ليندو عليه ولم يمنعه من تقلد السلطة سوى التدخل العسكري للسلفادور ونيكاراغوا. تبرر كل هذه الاضطرابات وغيرها رفض ليندو الحصول على فترة رئاسية جديدة وتسليم السلطة بدلًا عن ذلك لخصومه الليبراليين عام 1852 برئاسة خوسيه ترينيداد كابانياس (1852 – 1855). بعد ثلاثة أعوام، احتلت الحكومة المحافظة في غواتيمالا الهندوراس وأسقطت كابانياس، واضعة مكانه الزعيم المحافظ خوسيه سانتوس غوارديولا.
تنحت الخلافات بين الليبراليين والمحافظين جانبًا بشكل مؤقت بسبب ظهور المغامر الأمريكي وليام ووكر في أمريكا الوسطى عام 1855، والذي تمكن من تنصيب نفسه رئيسًا لنيكاراغوا عام 1856. فكر بانياس لوهلة بطلب المساعدة من ووكر في محاولة للعودة إلى السلطة. بدلًا من ذلك، تعاونت جيوش من جميع أرجاء أمريكا الوسطى للإطاحة بووكر الذي أُجبر على ترك نيكاراغوا عام 1857 والعودة إلى الولايات المتحدة الأمريكية.
في عام 1859 وافق البريطانيون على اتفاقية تعترف بسيادة الهندوراس على جزر الخليج. اعترض بعض المستعمرين البريطانيين في المنطقة على هذا النقل وطلبوا المساعدة من ووكر. اعتقد ووكر أن عودته إلى أمريكا الوسطى سوف تكون أمرًا مرحبًا به من قبل الليبراليين الهندوراسيين الذين كانوا يسعون مرة أخرى إلى تنحية غوارديولا. وصل ووكر إلى ساحل الهندوراس في عام 1860 لكنه لم يجد دعمًا كبيرًا بل واجه معارضة كبيرة من البريطانيين والهندوراسيين على حد سواء. استسلم ووكر بالتالي للبريطانيين، الذين سلموه إلى السلطات الهندوراسية. بعد أيام قليلة في عام 1860 قُتل رميًا بالرصاص أمام فرقة الإعدام الهندوراسية.
أنهت عودة جزر الخليج وموت ووكر الخطر المباشر على السيادة الإقليمية الهندوراسية، لكن دول أمريكا الوسطى الأخرى بقيت تتدخل في الشؤون الداخلية للهندوراس. اغتيل غوارديولا من قبل حرس الشرف الخاص به في عام 1862، وشهد العقد التالي تبدل رئيس البلاد أكثر من 20 مرة. شغل خوسيه ماريا ميدينا منصب الرئيس أو الدكتاتور الحاكم 11 مرة خلال هذه الفترة، لكن التدخل الغواتيمالي في عام 1876، أطاح به وبحكومته المحافظة خارج السلطة.
منذ عام 1876 وحتى 1882، حكم الرئيس الليبرالي ماركو أوريليو سوتو الهندوراس بدعم من الجنرال الغواتيمالي خوستو روفينو باريوس. لم ينجح سوتو باستعادة الأمن والنظام فقط، بل وفي إجراء بعض الإصلاحات الأساسية في مجالات المال والتعليم والإدارة العامة. لكنه في عام 1833 وقع أيضًا في خلاف مع باريوس وأُجبر على الاستقالة. تمكن خليفته الجنرال لويس بوغران من الاستمرار في منصبه حتى عام 1891 حين عاد الجنرال بونسيانو ليفا (الذي حكم سابقًا 3 مرات لفترة وجيزة بين عام 1873 – 1876) إلى الحكم في انتخابات غير نزيهة. بالرغم من كونه ليبراليًا، حاول ليفا أن يحكم بدكتاتورية مطلقة إذ حل الحزب الليبرالي الهندوراسي الموالي له ونافيًا قادته خارج البلاد. كانت النتيجة جولة أخرى من الصراع السياسي انتهت بانتصار الحزب الليبرالي الهندوراسي بعد إعادة تشكيله. قاد هذا الحزب بوليكاربو بونيا بدعم من الدكتاتور الليبرالي خوسيه سانتوس زيلايا في نيكاراغوا.
عند وصول بونيا إلى السلطة عام 1894، بدأ بإعادة درجة محدودة من النظام إلى المشهد السياسي الهندوراسي. صدر دستور آخر عام 1895، وانتُخب بونيا لفترة رئاسية مدتها أربع سنوات. راجعت إدارة بونيا الأحكام المدنية وحسنت من التواص بين الأطراف وبدأ بجهود هادفة إلى حل النزاع الحدودي مع نيكاراغوا. أكد بونيا أيضًا أن قائده العسكري الجنرال تيرينسيو سييرا سوف يخلفه عند انتهاء فترة حكمه في عام 1899.
كان التأثير المشترك للصراع المدني والتدخلات الخارجية إلى الحكم على الهندوراس بالبقاء في موقع من التراجع النسبي الاقتصادي والاجتماعي خلال القرن التاسع عشر. بقيت البلاد ريفية الطابع إلى حد بعيد. كانت تيغوسيغالبا وكوماياغوا وسان بيدرو سولا هي المدن الوحيدة الموجودة. في أوائل خمسينيات القرن التاسع عشر، كان التعداد السكاني الكامل للبلاد يقدر بنحو 350,000 مواطن معظمهم من الميستيثو. بحلول عام 1914 ازداد عدد السكان ليصل إلى 562,000 شخص.
كانت فرص التعليم والثقافة محدودة بأفضل الأحوال. تشير سجلات أواسط القرن التاسع عشر إلى أن الهندوراس لم تمتلك أي مكتبات أو أي صحف منشورة بشكل دوري. كان هناك جامعتان قيد العمل لكن نوعيتهما كانت موضع شك. بحلول سبعينيات القرن التاسع عشر، لم توجد في البلاد سوى 275 مدرسة تحوي نحو 9000 تلميذ. بين عامي 1873 – 1874 خصصت البلاد ما يعادل 720 دولار أمريكي فقط في مجال التعليم، وهو مبلغ مخصص للجامعة الوطنية الهندوراسية.

## الوضع الاقتصادي
في نهاية الفترة الاستعمارية، اعتمد الاقتصاد الهندوراسي بشكل أساسي على التعدين وتربية الماشية وتصدير الأخشاب الاستوائية. بعكس معظم الجيران، لم تطور الهندوراس صناعة قهوة هامة، وأحد الأسباب المهمة لهذا التقصير هو أن معظم الأموال الناتجة عن التصدير انتهى بها الأمر في شركات أجنبية، مما أدى إلى توليد كمية قليلة جدًا من رأس المال المحلي. طوال القسم الأعظم من القرن التاسع عشر، نظرت هندوراس إلى التعدين باعتباره وسيلة لتحسين الوضع الاقتصادي.
لكن صناعة التعدين سقطت ضحية الإهمال الشديد في العقود الأولى من القرن، وهُجرت الكثير من المناجم أو غُمرت بالأمطار. خلال السنوات التالية للاستقلال، كانت الجهود الهادفة إلى إعادة إحياء صناعة التعدين محبطة لكل من رواد الأعمال الداخليين والخارجيين. تراجع الاهتمام بهذه المجهودات واحدًا تلو الآخر بسبب الاضطرابات المدنية ونقص وسائل النقل والشروط الصحية السيئة.
أُعيد إحياء التعدين نوعًا ما في ثمانينيات القرن التاسع عشر، حين جعلت الإصلاحات الليبرالية من الاستثمار الخارجي في التعدين أمرًا مثيرًا للاهتمام. كان تفعيل شركة تنجيم واشنطن إس. فالنتاين في نيويورك والهندوراس (NYHRMC) عاملًا محوريًا في عملية إعادة الإحياء هذه، والتي قد توسعت بسرعة وأصبحت قوة كبيرة على الجانب الاقتصادي والسياسي ضمن الهندوراس، ليس فقط في تعدين الفضة بحد ذاته بل في بناء السكك الحديدية (السكة الحديدية بين المحيطين). كونها مدينة جزئيًا لجهود الشركة، سمحت الحكومة الهندوراسية لشركات التعدين الأجنبية للعمل في الهندوراس بقيود قليلة واستثناء من الضرائب عمليًا. بحلول عام 1889 كانت الشركة تنسخ سنويا سبائك من المعادن الثمينة تقدر بأكثر من 700 ألف دولار إلى الولايات المتحدة الأمريكية. كانت هذه العملية مربحة جدًا من الناحية المالية، وصلت أرباح الشركة في النصف الأول من عام 1889 إلى 150 ألف دولار أمريكي.
جذبت نجاحات شركة واشنطن إس فالنتاين شركات أخرى إلى الهندوراس، وأصبحت صادرات الذهب والفضة المصدر الأساسي للقطع الأجنبي لبقية القرن. لكن نجاح هذه الشركة كان حدثًا فرديًا، إذ كان الفشل الذريع هو مصير غالبية الشركات الأخرى المستثمرة التي وصل عددها إلى نحو 100 شركة. باعت شركة يوسكاران ماينينغ ما قيمته أكثر من 5 ملايين دولار أمريكي من الأسهم لكنها فشلت في البدء بالإنتاج الفعلي، بحلول نهاية القرن التاسع عشر، كان الازدهار الاقتصادي الوجيز في مجال التعدين يسلك طريقه نحو التراجع، بالرغم من أن شركة واشنطن إس فالنتاين كانت ما تزال عنصرًا مهمًا في الاقتصاد الهندوراسي حتى أواسط القرن العشرين.
بالرغم من أن التعدين جذب قطعًا أجنبيًا، حصل أغلب سكان الهندوراس على مصروف معيشتهم عن طريق الزراعة التي اعتمدت عمومًا على مبدأ زراعة الاكتفاء. أُجريت جهود دورية لتطوير الصادرات الزراعيةـ لكنها قوبلت بنجاح محدود. صُدر بعض التبغ والجلود والماشية، معظمه إلى الدول المجاورة. لكن النزاعات المدنية المتكررة ومصادرة البضائع الناتجة عنها من قبل القادة العسكريين أحبطت الجهود الهادفة إلى تطوير العمل بتربية المواشي وساهمت في حالتها التي كانت أقرب للبدائية. صدرت جزر الخليج بعض الموز والفواكه التي ذهب معظمها إلى نيو أورلينز، لكن حجم الصادرات كان قليلًا وأرباحها كانت شبه معدومة.